# Шаумбурзьке графство
Шаумбурзьке графство (нім. Grafschaft Schaumburg), приблизно до 1485 року відоме як Шауенбурзьке графство (нім. Grafschaft Schauenburg) — держава Священної Римської імперії, що розташовувалась на території сучасної німецької землі Нижня Саксонія. Його територія більш-менш відповідала нинішньому району Шаумбург.

## Історія

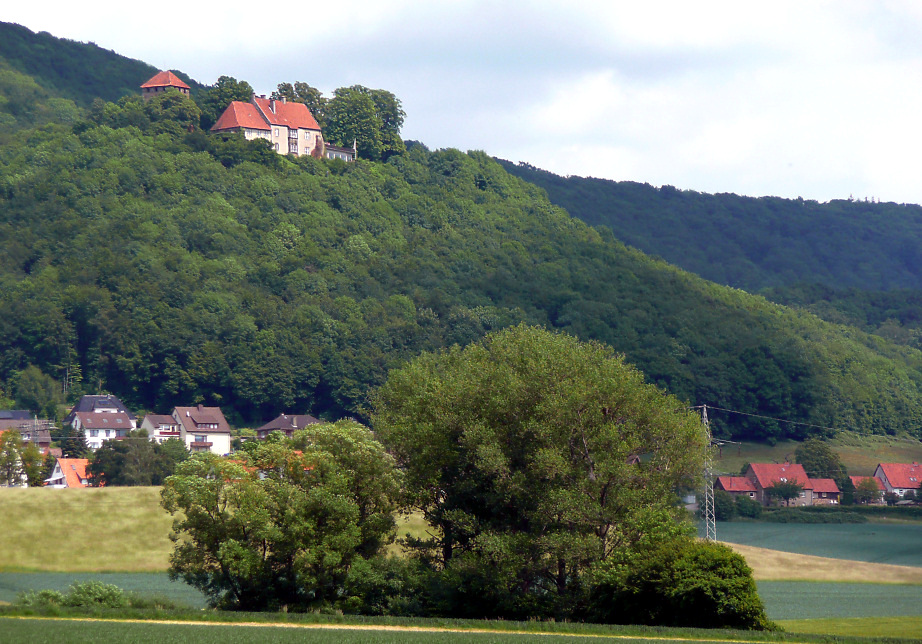
Замок Шаумбург, фотографія 2009 року.

Шаумбург виник як середньовічне графство, яке було засноване на початку XII століття. Він був названий на честь замку Шауенбург (пізніше Шаумбург), поблизу Рінтельна на Везері, де власники почали називати себе сеньйорами (з 1295 графами) Шауенбурга. Адольф I, ймовірно, став першим сеньйором Шауенбурга в 1106 році.
У 1110 році Адольф I, лорд Шауенбурга, був призначений Лотарем, герцогом Саксонії, утримувати Гольштейн і Штормарн, включаючи Гамбург, як лени. Згодом дім Шаумбург був також графом Гольштейну і його розділів Гольштейн-Ітцего, Гольштейн-Кіль, Гольштейн-Піннеберг (до 1640), Гольштейн-Плен, Гольштейн-Зегеберг і Гольштейн-Рендсбург (до 1460), а через останній часом також герцог Шлезвіг.

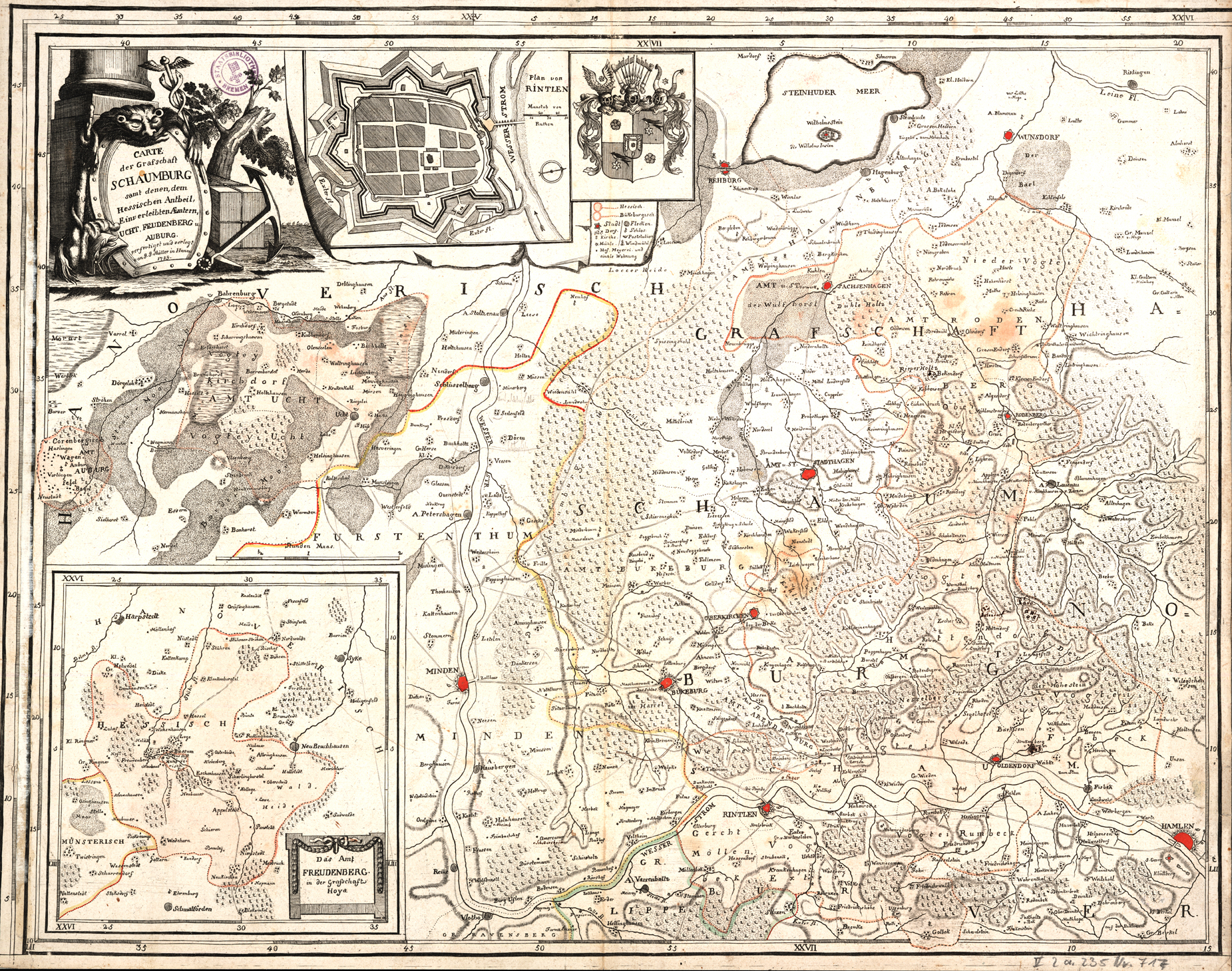
Історична карта Шаумбурзького графства 1789 року, на якій зображені частини Шаумбург-Ліппе та Гессен.

Граф Адольф IV був активним правителем і заснував міста Штадтгаген і Рінтельн.
З 1500 року Шаумбурзьке графство належало до Нижньорейнсько-Вестфальського округу Священної Римської імперії.

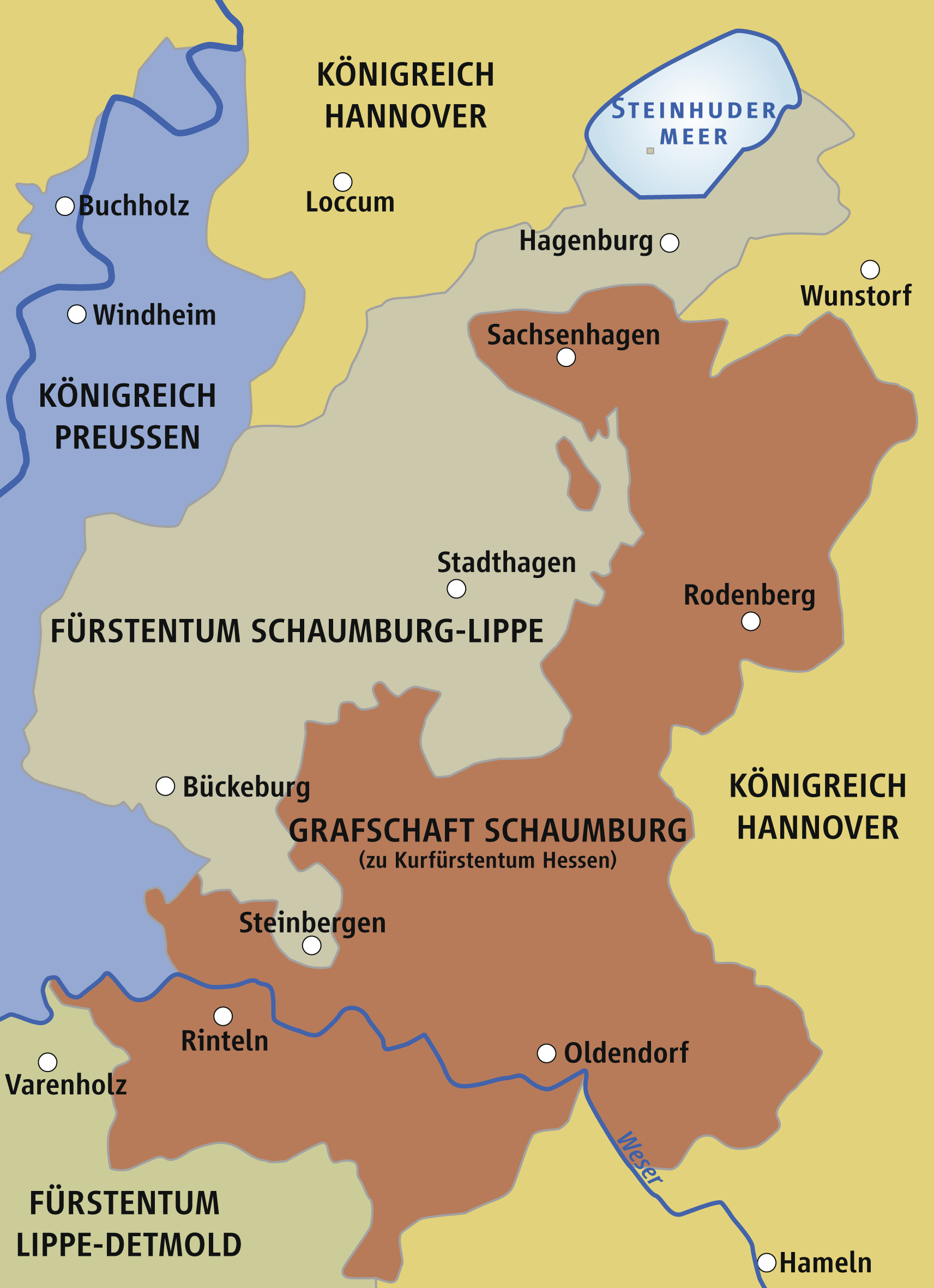
Кордони Шаумбурзького графства в 1866 році

Після бездітної смерті в 1640 році графа Отто V рід Шаумбургів вимер. Графство Гольштейн-Піннеберг було об'єднано з Гольштейнським герцогством. Власне Шаумбурзьке графство було поділено між агнатичними спадкоємцями Шаумбургів на три частини, одна була включена до Брауншвейг-Люнебурзького герцогства, найбільша частина стала Шаумбург-Ліппським графством, а східна територія продовжувала нести назву Шаумбурзьке графство (Grafschaft Schaumburg hessischen Anteils, «Шаумбурзьке графство, гессенська частина») і перебувало в особистій унії з Гессен-Кассельським ландграфством. Навіть після анексії Пруссією як Ганноверського королівства (спадкоємця Брауншвейгу-Люнебурга), так і Гессенського курфюрства (спадкоємця Гессен-Касселя), гессенська частина залишалася ексклавом провінції Гессен-Нассау, поки її не було передано провінції Ганновер у 1932 році. Всі три зараз є частиною землі Нижня Саксонія.
Коли в 1977 році у федеральній землі Нижня Саксонія було утворено район Шаумбург (нім. Landkreis Schaumburg), за герб нового району було прийнято герб, який походить від стародавнього герба графів Шаумбурзьких (листок кропиви).

## Графи Шауенбурзькі

Листок кропиви родовий герб графів Шаумбургів

- 1106-1130 —  Адольф I
- 1130-1164 —  Адольф II, також граф Гольштейнський
- 1164-1225 —  Адольф III
- 1225-1238 —  Адольф IV
- 1238-1290 —  Герхард I
- 1290-1315 —  Адольф VI
- 1315-1354 —  Адольф VII
- 1354-1370 —  Адольф VIII
- 1370-1404 —  Отто I
- 1404-1426 —  Адольф IX
- 1426-1464 —  Отто II (1400-1464)
- 1464-1474 —  Адольф X (1419-1474)
- 1474-1492 —  Еріх (1420-1492)
- 1492-1510 —  Отто III (1426-1510)
- 1510-1526 —  Антоній (1439-1526)
- 1526-1527 —  Іоанн IV (1449-1527)
- 1527-1531 —  Йобст I (1483-1531)
- 1531-1560 —  Іоанн V (спільне правління зі своїм братом Отто IV з 1544 р.)
- 1531-1581 —  Йобст II (бл. 1520-1581) правитель Герршафт Гемена.
- 1544-1576 —  Отто IV (1517-1576), князь-єпископ Гільдесгайма в 1531-1537 роках як Отто III, звернувся до вчення Мартіна Лютера і почав Реформацію в 1559 році разом зі своїм братом Іоанном V.
- 1576-1601 —  Адольф XI (1547-1601)
- 1601-1622 —  Ернст (1569-1622)
- 1622-1635 —  Йобст Герман (1593-1635)
- 1635-1640 —  Отто V (1614-1640)